# 大開 (大阪市)
大開（おおひらき）は、大阪府大阪市福島区にある町名。現行行政地名は大開一丁目から大開四丁目。

## 概要
町内に野田阪神駅前通商店街と野田阪神本通商店街の2つの商店街を持ち、特に後者は昔ながらの商店が多いが、近年一般住宅への建て替えが進んでいる。「おおびらき」と発音されることがあるが、正しくは「おおひらき」である。また、福島区内で唯一の高等学校である西野田工科高等学校が存在する。
パナソニック（旧：松下電気器具製作所）創業の地であり、大開公園内に松下幸之助創業の記念碑が建立されている。地元有志により毎年4月に「ふじまつり」、11月に「ぜんざいパーティー」が同公園で行われている。

## 地理
大阪市福島区北西部に位置する。東は海老江、南東は吉野に接する。また、北は淀川に面している。最寄駅は阪神電気鉄道の本社に隣接する阪神電気鉄道阪神本線野田駅 (阪神)であり、なにわ淀川花火大会の時期は多くの観光客により混雑する。

### 河川
- 淀川
- 正蓮寺川

## 歴史

### 来歴
大阪市福島区役所が発行する「わがまち福島区」によると、近代以前はほぼ全域が西成郡野田村の田地であり、聖天川が南の境界になった人家の全くない小河川が曲流する田園地帯であった。中津川が村域の西の境界となり、その南西にあった島は、鼠（ねずみ）島と呼ばれていた。1897年（明治30年）に野田村は大阪市に編入され、大阪市北区西成野田となる。1900年（明治33年）の大字改編により21町に細分され、西野田大開町の町名が誕生。1905年（明治38年）の阪神電車の開通や、1909年（明治42年）に開校した職工学校（現：西野田工科高等学校）を核にして、その後は工場も含みながら著しく市街地化が進み、市電も開通して交通の便が向上したことで、聖天川は埋め立てられ、西側の中津川方面には大工場が林立した。大正14年（1925年）に此花区へ所属変更の上、「西野田」の冠称を廃止。昭和18年（1943年）に福島区へ所属変更。昭和50年（1975年）に住居表示を実施し現在に至る。

### 地名の由来
元々茶畑であった所を西野田工科高等学校の開設に伴い新たに周辺を切り開いたことから大開と名付けられたとされる。野田村の小字名として大正14年まで西野田大開町と称した。

## 世帯数と人口
2019年（平成31年）3月31日現在の世帯数と人口は以下の通りである。
| 丁目       | 世帯数    | 人口    |
| ---------- | --------- | ------- |
| 大開一丁目 | 935世帯   | 1,755人 |
| 大開二丁目 | 1,241世帯 | 2,166人 |
| 大開三丁目 | 1,330世帯 | 2,842人 |
| 大開四丁目 | 889世帯   | 1,608人 |
| 計         | 4,395世帯 | 8,371人 |

### 人口の変遷
国勢調査による人口の推移。
| 1995年（平成7年）  | 8,653人 | [ 8 ]  |  |
| 2000年（平成12年） | 8,329人 | [ 9 ]  |  |
| 2005年（平成17年） | 8,020人 | [ 10 ] |  |
| 2010年（平成22年） | 8,174人 | [ 11 ] |  |
| 2015年（平成27年） | 8,256人 | [ 12 ] |  |

### 世帯数の変遷
国勢調査による世帯数の推移。
| 1995年（平成7年）  | 3,539世帯 | [ 8 ]  |  |
| 2000年（平成12年） | 3,597世帯 | [ 9 ]  |  |
| 2005年（平成17年） | 3,625世帯 | [ 10 ] |  |
| 2010年（平成22年） | 3,977世帯 | [ 11 ] |  |
| 2015年（平成27年） | 4,021世帯 | [ 12 ] |  |

## 事業所
2016年（平成28年）現在の経済センサス調査による事業所数と従業員数は以下の通りである。
| 丁目       | 事業所数  | 従業員数 |
| ---------- | --------- | -------- |
| 大開一丁目 | 179事業所 | 964人    |
| 大開二丁目 | 106事業所 | 820人    |
| 大開三丁目 | 92事業所  | 842人    |
| 大開四丁目 | 32事業所  | 1,008人  |
| 計         | 409事業所 | 3,634人  |

## 教育機関

### 高等学校
- 大阪府立西野田工科高等学校

### 小学校
- 大阪市立大開小学校

### 幼稚園
- 大開幼稚園

## 施設

### 官公庁
- 大阪市福島区役所（2007年（平成19年）10月9日 現在地に移転）

### 公園
- 大開公園

### 企業
- レンゴー 本店・中央研究所（SOSiLA大阪内）

### 商業施設
- 野田阪神本通商店街
- 野田阪神駅前通商店街
- コーナン 福島大開店
- スーパーマルハチ 大開店
- 八坂温泉（松下幸之助が通ったとされる銭湯）
- SOSiLA大阪（物流倉庫）
  - レンゴー淀川流通センター
  - ヤマト運輸西大阪ベース
  - ココカラファイン物流センター
  - 阪急阪神百貨店淀川ロジスティクスセンター
- 福山通運大阪支店

### 名所・神社仏閣
- 松下幸之助創業の記念碑（大開公園内）
- 八坂神社

## 大開と松下幸之助の関わり
1918年に、大開二丁目でパナソニックグループの源流となる『松下電気器具製作所』（法人としては現在のパナソニックホールディングス）が創立。当時、松下幸之助は23歳。妻むめのと後の三洋電機創業者である義弟井植歳男の3人での操業開始であったが、一般家庭への電化製品の普及と共に、急速に業容を拡大し、1922年には同町内に100坪余りの新工場（第一次本店・工場）を竣工、その後1925年に大開三丁目にランプ工場を建設、1929年にも第二次本店・工場を竣工した（同跡地は後に大開公園として整備され、松下幸之助創業の記念碑が2004年に建立された）。松下電気器具製作所は1933年、大阪府北河内郡門真村（現：門真市）に大規模な工場を建設し大開から移転、1935年に商号を『松下電器産業株式会社』に改称した。
| 年                 | 内容 |
| ------------------ | --- |
| 1918年（大正7年）  | 松下幸之助23歳の時に、大阪市北区西野田大開町844番地（現：大開二丁目）に借家を借り、妻むめの、義弟井植歳男（三洋電機創業者、当時15歳）の3人で松下電気器具製作所を創立。 |
| 1922年（大正11年） | 創業の家が手狭になったことから、西野田大開町896番地（現在の大開二丁目）に100坪余りの新工場（第一次本店・工場）を竣工した。松下幸之助は終生この地に本籍を置いていた。 当時、大開町内の有力者十一人が、お互いの親睦と友好を図るために「十一会」を作り、合同で貸家経営をしたり、会員それぞれがお金を出し合って、ひと月ないしふた月に1回の割合で懇親会などを行ったりしていた。その後、幸之助氏は業容拡大のため大開町から門真へ本拠を移し、会員としては残ったものの、会合に出席することはほとんど無かったが、この会はのちに「又行会（またいこうかい）」に名称を変更した後も存続し、年に2、3回の会合を続けたという |
| 1925年（大正14年） | 工場が手狭になったため、大開町四丁目28番地（現在の大開三丁目）にランプ組立工場を建設し、砲弾型自転車ランプなどを製造した。 同年には、地元の人々からの推薦で大阪市の連合区会議員に立候補し、28人中2位で当選する。 |
| 1927年（昭和2年）  | 住友銀行西野田支店（現在の三井住友銀行西野田支店）と取引を開始する。 |
| 1929年（昭和4年）  | 昭和初期の不況の中でも発展を続けた松下電気器具製作所は松下電器製作所と改称し、大開町二丁目25番地（現在の大開一丁目）に、第二次本店・工場を竣工した。 |

## ギャラリー
- 街並み

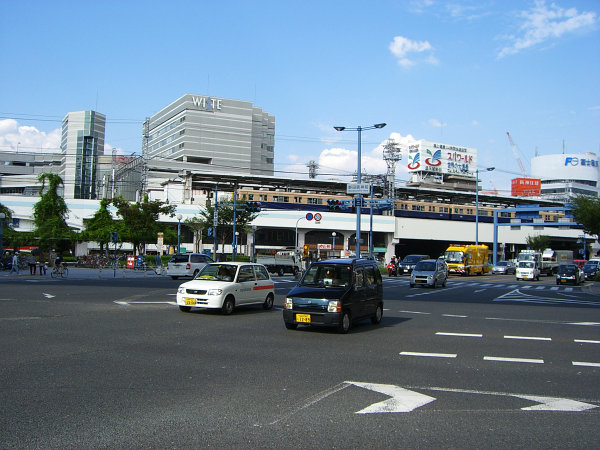
野田阪神交差点 阪神電鉄野田駅
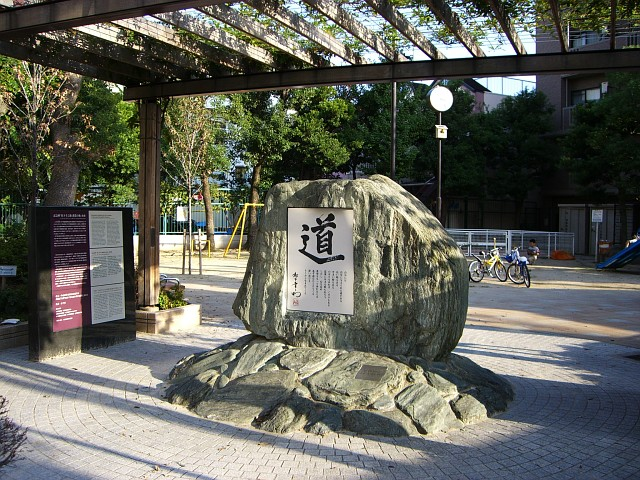
松下幸之助創業の地記念碑 大開二丁目
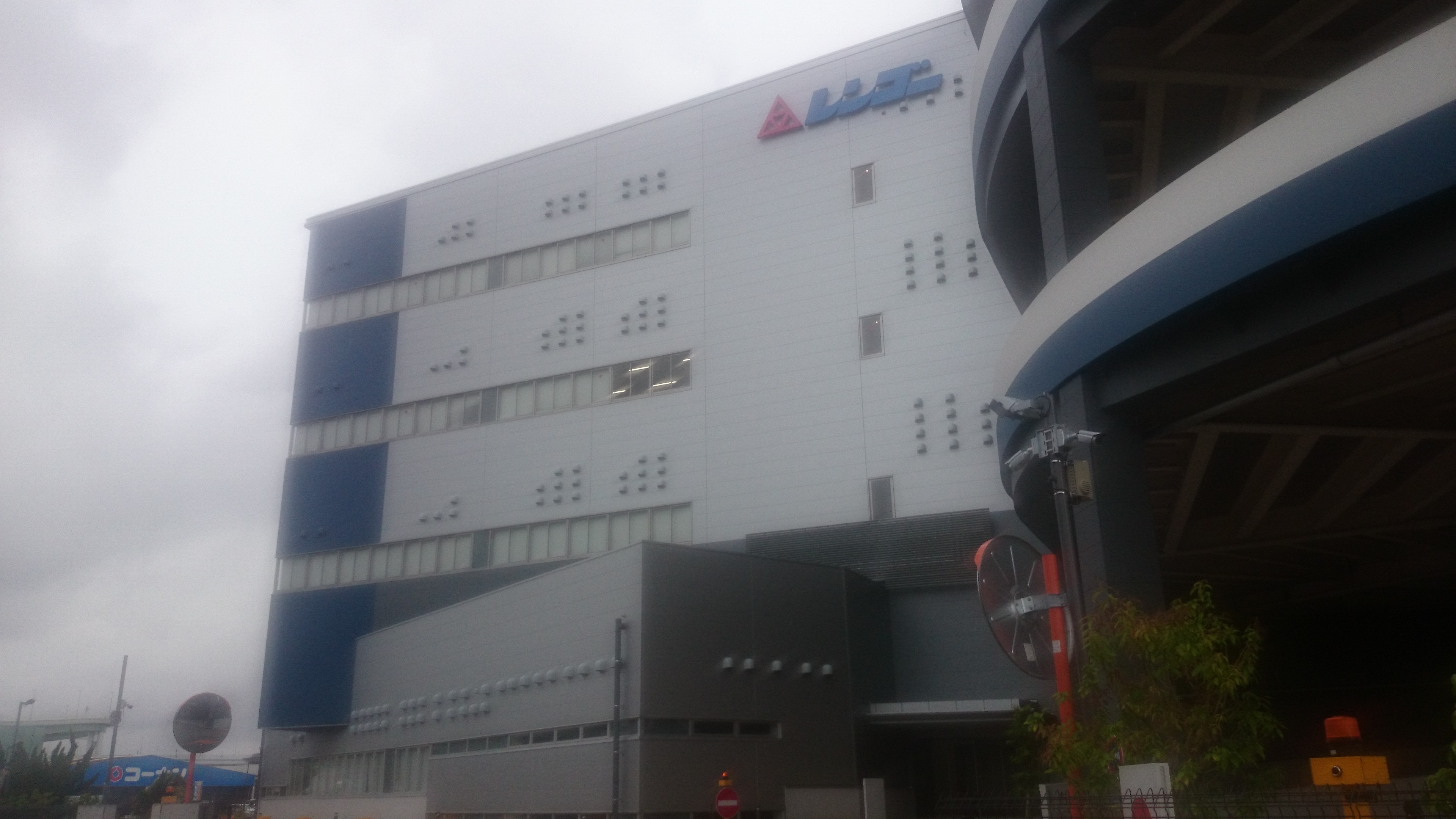
レンゴー本店・淀川流通センター 大開四丁目

## 交通

### 鉄道
- 阪神本線野田駅 (阪神)
- Osaka Metro千日前線野田阪神駅

### 路線バス
- 大阪シティバス「福島区役所前」バス停

## その他

### 日本郵便
- 〒553-0007[3]（集配局：大阪北郵便局[15]）